# Sergiu Someșan
Sergiu Someșan (n. 8 decembrie 1954, Reghin, Mureș, România) este un scriitor român contemporan de science-fiction și fantasy, membru al Uniunii Scriitorilor din România.

## Biografie
A urmat școala primară în Teaca, județul Bistrița-Năsăud, și în Codlea, județul Brașov. Liceul l-a început în Codlea și l-a terminat la Petroșani, unde a urmat apoi trei ani cursurile Institutului de Mine din Petroșani.
Între 1972 și 1990, a încercat mai multe meserii, în cele mai diverse domenii: topograf la Mina Dâlja din Petroșani, merceolog, tehnician, armurier, electronist, instructor la un club de radioamatori, profesor suplinitor de limba și literatura română, director la Casa de cultură a sindicatelor din Codlea. Sergiu Someșan afirmă despre această perioadă a vieții sale ca fiind una foarte importantă în formarea lui ca scriitor și că în proza sa se regăsește experiența acumulată în acești ani „de căutare”.
Din 1990 până în anul 2000, a ocupat mai multe funcții în administrația publică locală, în cadrul Primăriei municipiului Codlea. După 2000, a avut mai multe perioade în care a lucrat în străinătate.
Din 2021, este membru al Uniunii Scriitorilor din România, filiala Brașov.

## Biobibliografie
Publică poezii începând din 1971, în revistele Orizont (Timișoara), Convorbiri literare (Iași) și Tomis (Constanța).
Din 1972, publică proze în Vatra, Revista Magazin, Viața Militară, Pentru patrie, dar și în Helion-ul timișorean, precum și în multe alte fanzine și almanahuri (de pildă Anticipația 1987). În plus,  un volum de versuri la Editura Litera, Cuvinte de vânzare.
În 1987, ia premiul I la concursul Helion organizat de Casa Universitarilor din Timișoara, cu povestirile Să n-o săruți pe Isabel și O casca albă și un copil în ploaie.
După 1990, devine redactorul a trei reviste (Alfa, Comando și Vampirii) dintre care cea mai longevivă a fost Alfa (doi ani!), apoi lucrează ca ziarist la Gândul Liber și la Transilvania Expres.
A colaborat cu revista românească de critică, teorie și istorie literară science-fiction Pro-Scris. 

### Volume
În 2000, publică volumul de povestiri SF Să n-o săruți pe Isabel (Editura Arania, Brașov).
În 2001, apare a doua sa carte, Radiestezia — realitate și mister (Editura Arania, Brașov) — aceasta dorindu-se un eseu asupra paranormalului. Pe 8 decembrie 2001, îi apare al doilea volum de proză scurtă fantastică, Carte de magie (Editura Arania, Brașov).
În mai 2003, la Timișoara, în cadrul celei de-a doua săptămâni internaționale a SF-ului, lansează încă un volum de proză scurtă, intitulat Cadouri de Crăciun (Editura Karmat Press, Ploiești), iar în 2004 volumul de proză scurtă fantastică Aproape îngeri (Editura Cartea Românească).
Urmează, tot în 2004, un nou volum de proză fantastică, Numărul fiarei (Editura Vremea XXI) și o carte cu o prezentare grafică deosebită (coperta îmbrăcată în catifea!), cu titlul Poiana îngerilor (Editura Aldus).
A mai publicat volumele de povestiri Șapte flori erotice (Editura Vremea, 2006) și o antologie în limba engleză din propriile sale scrieri, Do Not Kiss Isabel (Editura Infarom Publishing, 2008).
Postat inițial integral pe internet, Apocalisa după Ceaușescu (Editura Vremea, 2012) este primul său roman, debutul unei proiectate trilogii din care vor mai face parte Apocalipsa după Virgil și Apocalipsa Omului-oglindă.

### Lucrări publicate
- Să n-o săruți pe Isabel , Arania, 2000
- Numărul fiarei, București, Vremea XXI, 2004
- Poiana îngerilor, Brașov, Aldus, 2004
- Aproape îngeri, București, Vremea, 2005
- Cartea de magie, București, Vremea, 2005
- Cum să cumperi un calculator, Brașov, Phoenix, 2005
- Să n-o săruți pe Isabel, București, Vremea, 2005
- Șapte flori erotice, București, Vremea, 2006
- Întâlnire cu dragonul, Brașov, Etnous, 2015
- Justițiarul, București, Vremea, 2016
- Comisarul și cei șapte pitici, București, Smart Publishing, 2016
- Gheață la malul sufletului meu, Brașov, Etnous, 2018
- Războiul Eleninei, București, PavCon, 2018
- Iubirea, ca o pânză de păianjen, Brașov, Etnous, 2019
- Laika, dragostea mea, Brașov, Etnous, 2019
- Războiul Celestinei, București, Pavcon, 2019
- Univers lipit cu scoci, București, Pavcon, 2021
- Zbang tung bung, București, Pavcon, 2021
- O lacrimă de Batavia, București, Smart Publishing, 2022
- Arma noastra este timpul, București, Tracus Arte, 2022
- Dulce ca moartea este sărutarea ta, editura Smart Publishing, 2022
- Aventurile unei fetițe cuminți, editura Creator